# Stephanie D’Hose
Stephanie D’Hose (ur. 1 czerwca 1981 w Roeselare) – belgijska i flamandzka polityk oraz działaczka samorządowa, od 2020 do 2024 przewodnicząca federalnego Senatu.

## Życiorys
Ukończyła nauki polityczne na Uniwersytecie w Gandawie. Zaangażowała się w działalność flamandzkich liberałów z partii Open Vlaamse Liberalen en Democraten. Pracowała w administracji lokalnej i regionalnej, m.in. jako zastępczyni szefa gabinetu jednego z ministrów w rządzie flamandzkim. Była też asystentką parlamentarną (2009–2014). W 2013 uzyskała mandat radnej Gandawy. W 2019 wybrana na deputowaną do Parlamentu Flamandzkiego (reelekcja w 2024).
W 2019 i 2024 powoływana przez to gremium w skład Senatu. W październiku 2020 została przewodniczącą wyższej izby federalnego parlamentu, którą kierowała do końca kadencji w 2024.